# María Cristina Vilanova
María Cristina Vilanova Castro (San Salvador, 17 de abril de 1915 - Heredia, 5 de enero de 2009) fue una activista, política, pintora y escritora salvadoreña, que se desempeñó como primera dama de Guatemala durante los períodos (1944-1945) y (1951-1954), fue esposa del presidente guatemalteco coronel Jacobo Árbenz Guzmán.
Nacida en San Salvador en 1915, hija de padres de clase alta, se educó en instituciones europeas. En un viaje familiar a Guatemala conoció a Árbenz, que entonces era un joven cadete de la Escuela Politécnica. Ambos tenían una esmerada educación e ideales similares y congeniaron rápidamente; a los pocos años se casaron, a pesar de que él era protestante y ella católica.
Vilanova fue la primera esposa de un presidente guatemalteco que lo acompañaba en todos los eventos públicos, así como la primera en desarrollar programas sociales en Guatemala. Ha sido comparada con Eva Perón como una de las primeras feministas en las altas esferas de un gobierno latinoamericano.
Al igual que su esposo, fue acusada de comunista y de influir con sus ideologías a Jacobo Árbenz, tras partir con su familia a un largo y penoso exilio luego del golpe de Estado de 1954.
Al morir su esposo en México en 1971, viajó a Costa Rica con su familia donde finalmente murió en 2009.

## Reseña biográfica

### Primeros años
María Cristina Vilanova Castro nació el 17 de abril de 1915 en San Salvador; era hija del salvadoreño José Antonio Vilanova Kreitz, caficultor de origen alemán, hombre de clase alta que había obtenido cursos en Inglaterra y en Estados Unidos, y de la guatemalteca María Dolores Castro Arrechea. La familia Kreitz era originaria de Baviera, Alemania. Cursó sus estudios en un colegio religioso en Estados Unidos, específicamente la Universidad Notre Dame de Namur ubicada en Belmont, California, lugar dónde aprendió a hablar inglés, alemán y ruso.
Su padre, ferviente anticomunista, estuvo involucrado en las masacres de 1932, donde miles de indígenas y campesinos motivados por ideales comunistas perdieron sus vidas a manos de los militares, hecho que marcó la personalidad de Vilanova. A partir de entonces sostuvo discusiones frecuentes con su progenitor, especialmente por asuntos ideológicos.

### Matrimonio con Jacobo Árbenz
| «He tenido dos grandes amores, Guatemala y María». —Jacobo Árbenz a su hija Leonora, 27 de enero de 1971. |

En la época en que conoció a su futuro esposo, Vilanova era considerada como una mujer atractiva, elegante e inteligente; además, su vasta cultura y personalidad magnética la convertían en una excelente interlocutora. Jacobo Árbenz Guzmán, por otro lado, sufría por la reciente muerte de su padre,  quien se había suicidado tras años de abuso de morfina.
La pareja se conoció un 11 de noviembre, en un viaje que Vilanova hizo a Guatemala con motivo de la Feria de las Flores —que se celebraban en la década de 1930 en honor del entonces presidente Jorge Ubico. En sus memorias, Vilanova califica su primer encuentro con Jacobo Árbenz como «un flechazo»: el futuro presidente estaba sentado en una mesa junto a sus compañeros de la academia militar y uno de ellos, Ramiro Gereda, también amigo de María. Gereda los presentó, pues quería que María conociera a «el suizo» Árbenz. El apuesto Árbenz —según relata Vilanova en sus memorias— había sufrido un accidente motociclístico; y, cuando regresó a la Escuela Politécnica, sufrió un desmayo que sus superiores creyeron que se debía a los efectos del licor y lo castigaron un mes en las bartolinas, hasta su graduación. Y había sido dado de alta, el mismo día que se conocieron.
Según la autobiografía de Vilanova, durante su noviazgo paseaban por la sexta avenida del Centro Histórico de la Ciudad de Guatemala y conversaban sobre los temas más variados, incluyendo física, historia, política y química. Cuando Vilanova regresó a su país natal, mantuvo un contacto constante con Árbenz, tanto por teléfono como por carta.
| Vilanova describe así su noviazgo con el militar guatemalteco: A veces yo le preguntaba «¿Te gusta Beethoven?» Se producía un silencio. Después contestaba, muy serio: «Nunca lo he escuchado». Yo le preguntaba: «¿Te gustó este libro?» Otro silencio. Y después contestaba muy serio: «Nunca lo he leído», y yo me desesperaba y me preguntaba: «¿Por qué me estoy enamorando de este hombre tan diferente a mí, con el que tengo tan pocas cosas en común?» Pero una vez le pregunté: «¿Qué te gustaría hacer en tu vida?» Y él contestó, muy serio: «Ser un reformador», y entonces pensé «Sí, tenemos algo muy importante en común». «¿A quién se le puede ocurrir ver que una pareja aparentemente enamorados esté enfocando su relación con temas científicos e históricos?». —María Vilanova Mi esposo, el presidente Árbenz |

El 14 de marzo de 1939, se casaron en la capilla del Sagrario de la Catedral Metropolitana; él iba ataviado con su uniforme de gala y ella con un traje muy sencillo y un sombrero blanco. El militar, hijo de padre protestante y madre católica, hizo su primera comunión antes de la boda. El matrimonio tuvo tres hijos, Arabella, Leonora y Jacobo. En 1943, Árbenz fue ascendido al grado de capitán y comandó la Compañía de Caballeros Cadetes, quienes lo describirían luego como un líder nato.
Posteriormente al matrimonio, la familia Árbenz-Vilanova, comenzó a sufrir de crisis económica, causando que Vilanova se viera en la necesidad de vender en el mercado central de Ciudad de Guatemala. Meses más tarde, en el Salvador nació Arabella Irene, a quién le puso el nombre de su hermana fallecida. En abril de 1942, nació María Leonora.

### Revolución de 1944
Cuando se planeó y se consumó la revolución de 1944, María Vilanova se encontraba en El Salvador; al poco tiempo se enteró de que su esposo figuró entre los integrantes de la Junta Revolucionaria de Gobierno. El triunvirato legisló por medio de decretos gubernativos tendientes a conseguir la modernización del Estado guatemalteco. Una de sus primeras medidas fue la convocatoria de una asamblea constituyente por medio de elecciones libres. Por su parte, las esposas de los triunviros estuvieron activas en cuestiones oficiales, marcando la primera vez que algo así ocurría en Guatemala. Entre otras cosas, visitaron a los heridos del levantamiento de octubre de 1944 y en noviembre de 1944, Vilanova, junto con Jorge Toriello y su esposa, visitaron a la primera dama estadounidense Eleanor Roosevelt como parte de una misión diplomática, también por iniciativa de las tres primeras damas, lideradas por Vilanova, la junta revolucionaria le concedió el voto a las mujeres en noviembre de 1944. También promovió trabajo social con niños y ancianos, fundando asilos, orfanatos y hospitales, siguiendo con el trabajo de Elisa de Arévalo, quien era conocida como la «Eleanor Roosevelt» de Guatemala. Vilanova asumió un papel mucho más relevante dentro del círculo político de su esposo, de quien se convirtió en una de sus asesoras políticas más cercanas.
Árbenz fue nombrado Ministro de la Defensa durante el gobierno de Arévalo y consolidó su liderazgo en el ejército tras tomar el control de la situación tras el asesinato del coronel Francisco Javier Arana en 1949, luego de que Arévalo y él mismo intentaran enviar al coronel Arana al exilio a Cuba por haber presentado un ultimátum al presidente Arévalo exigiéndole que cambiara su gabinete. Según las memorias de Vilanova, meses antes de su asesinato, el jefe de las Fuerzas Armadas Francisco Javier Arana visitó a la familia Árbenz, en su breve visita, Arana habló sobre los rumores del golpe de Estado contra el presidente Arévalo y le indicó que el posible golpe se daría con o sin su participación. Tras el asesinato de Arana, sus allegados se alzaron contra el gobierno de Arévalo, y Árbenz, en su calidad de ministro de la Defensa Nacional detuvo 36 intentos de golpe de Estado.

### Primera dama de Guatemala
Años después, ya convertido en el candidato oficialista, Árbenz llegó al poder después de ganar las elecciones presidenciales de 1950. El coronel fue apoyado por los partidos Renovación Nacional y Acción Revolucionaria de la Ciudad de Guatemala y por el partido Integración Nacional de su natal Quetzaltenango; asimismo, recibió el apoyo de los sindicatos y agrupaciones de campesinos, maestros y estudiantes. En la campaña electoral, Vilanova acompañó a su esposo en todos los actos oficiales a los que eran invitados como mítines políticos, eventos departamentales, visitas a los hospitales, asilos y centros de beneficencia. Durante la campaña, ella y su esposo, pasaban un tiempo muy limitado con sus hijos. Tras la holgada victoria del partido oficial, la oposición alegó que hubo considerables manipulaciones de los electores por parte del gobierno de Juan José Arévalo, que supuestamente habría puesto a disposición del candidato oficial considerables recursos del Estado, pero esto no pudo revertir el resultado.

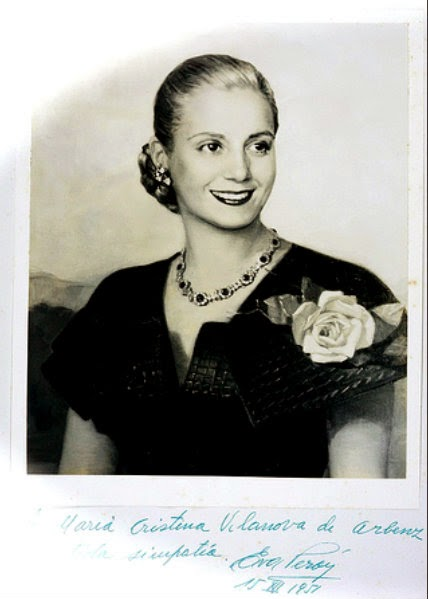
Fotografía de María Eva Duarte de Perón, primera dama de Argentina, considerada una de las mujeres más influyentes de América en el, con dedicatoria para la primera dama guatemalteca.

El 15 de marzo de 1951, Jacobo Árbenz asume el poder e inmediatamente María Cristina Vilanova y los líderes del Partido Guatemalteco del Trabajo —especialmente José Manuel Fortuny— fueron los consejeros más cercanos de Árbenz y constituían su gabinete privado. Es más, desde el momento en que su esposo asumió la presidencia, María Vilanova promovió la organización social, cultural y política de jóvenes y mujeres porque sabía que constituían una fuerza importante para avanzar con la revolución. También contribuyó a la fundación de Academias de arte, hospitales, guarderías para madres solteras, empleos para madres. Acompañó a su esposo en todas las actividades oficiales; asimismo, viajó al menos un par de veces a Argentina, como parte de una misión diplomática, además, mantuvo una relación de amistad breve con Eva Perón, ya que ambas se caracterizaban por el movimiento feminista.
María Vilanova, políglota, era la traductora oficial de Jacobo Árbenz, y la más confiable según Árbenz. Durante su período como primera dama, María Vilanova organizó fundaciones para niños, escuelas de arte, guarderías y empleo para madres solteras. Según muchos autores, mantenía amistad con la líder chilena Virginia Bravo Letelier y Matilde Elena López, presidenta del partido Comunista de El Salvador. 
Según Vilanova, en la película suiza Los diablos no sueñan, los militares y los ministros de Árbenz no estaban de acuerdo con la participación de su esposa en la toma de decisiones, sesiones del gobierno, actos protocolarios y viajes a otros países. También era la confidente de Árbenz, debido a eso se rumoraba que Vilanova era una especie de Primer Ministro de facto. Carlos Pellecer, afirma que Vilanova fue nociva para Árbenz.

### Caída del régimen revolucionario
El 17 de junio de 1952, el gobierno de Árbenz aprobó el Decreto 900, o «Ley de la Reforma Agraria». cuya aplicación representó un fuerte desafío a la estructura de poder tradicional en el campo, no solo por la reestructuración de la tenencia de la tierra, sino porque favoreció que se crearan estructuras de poder local alternativo. Muchos estuvieron influidos por el comunista Partido Guatemalteco del Trabajo (PGT), aunque adquirieron dinámicas propias en los ámbitos locales. Algunos se constituyeron en foros activos de participación democrática en una época caracterizada por una gran efervescencia política; otros se derivaron en espacios de conflicto y corrupción.

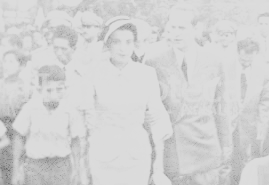
María Cristina Vilanova y Árbenz en una guardería recién fundada por la primera dama.

Por su parte, la oposición —compuesta principalmente por terratenientes guatemaltecos y directivos de la United Fruit Company— estaba completamente en contra de la Revolución y de las reformas impulsadas por los gobiernos de Juan José Arévalo y Árbenz. Luego de la elección de Árbenz en 1950, la élite guatemalteca había tenido la esperanza de que este diera marcha atrás a las medidas impuestas por el presidente Arévalo pues Árbenz estaba casado con la aristocrática Vilanova, era un oficial del ejército, y vivía en una mansión en la zona 10 de la Ciudad de Guatemala Pero sus esperanzas se vieron frustradas cuando Árbenz apoyó la organización del comunista Partido Guatemalteco del Trabajo y luego impulsó el Decreto 900.

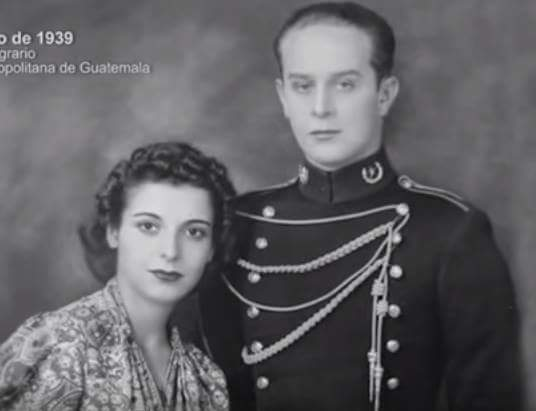
Fotografía del casamiento de Árbenz.

El grupo mercenario dirigido por Castillo Armas —código de la CIA: «Calligeris»— nunca presentó un peligro real a su gobierno, y María Cristina Vilanova atribuyó la repentina renuncia de su esposo a que el ejército de los Estados Unidos habría estado preparando una invasión militar contra de Guatemala en caso de que la invasión fracasara. En 2000, en su libro autobiográfico Mi esposo, el presidente Árbenz, Vilanova aseguró que nadie apoyó al gobierno durante la crisis y acusó al pueblo guatemalteco de pasividad y complicidad. Según Vilanova, durante el tiempo de crisis, formó parte de la delegación guatemalteca en la Organización de las Naciones Unidas durante la discusión de la crisis en Guatemala. Carlos Manuel Pellecer —agente de la CIA con el seudónimo «Inluck» o «Linluck»—;— planteaba que la dimisión de Árbenz se produjo a que en aquellas horas tensas y difíciles de junio de 1954 este se habría enterado de que Vilanova— quien era su apoyo psicológico más fiable — tenía un amante, hecho que habría desmoralizado a Árbenz para siempre. Según el libro Árbenz y yo Vilanova tenía un amante cubano llamado Enno de la Roca, Árbenz nunca escribió nada al respecto, Fortuny, el mejor amigo de Árbenz, afirma que Pellecer miente ya que la esposa de Árbenz no vivía en Villa Pomona, sino en la Casa Presidencial, los historiadores y María Vilanova, nunca han dado declaraciones. Según se afirma, Vilanova compró una edición de Árbenz y yo, y lo leyó en 1999, ella anotó opiniones personales en el margen del libro que contradecían a Pellecer. Se presume no pudo haber mentido en las anotaciones del libro, y aunque podría haberlo hecho, parece poco probable, entre las anotaciones escribió: «CMP (Carlos Manuel Pellecer) es un buen escritor que podría dedicarse a la literatura de fantasía».

### Exilio

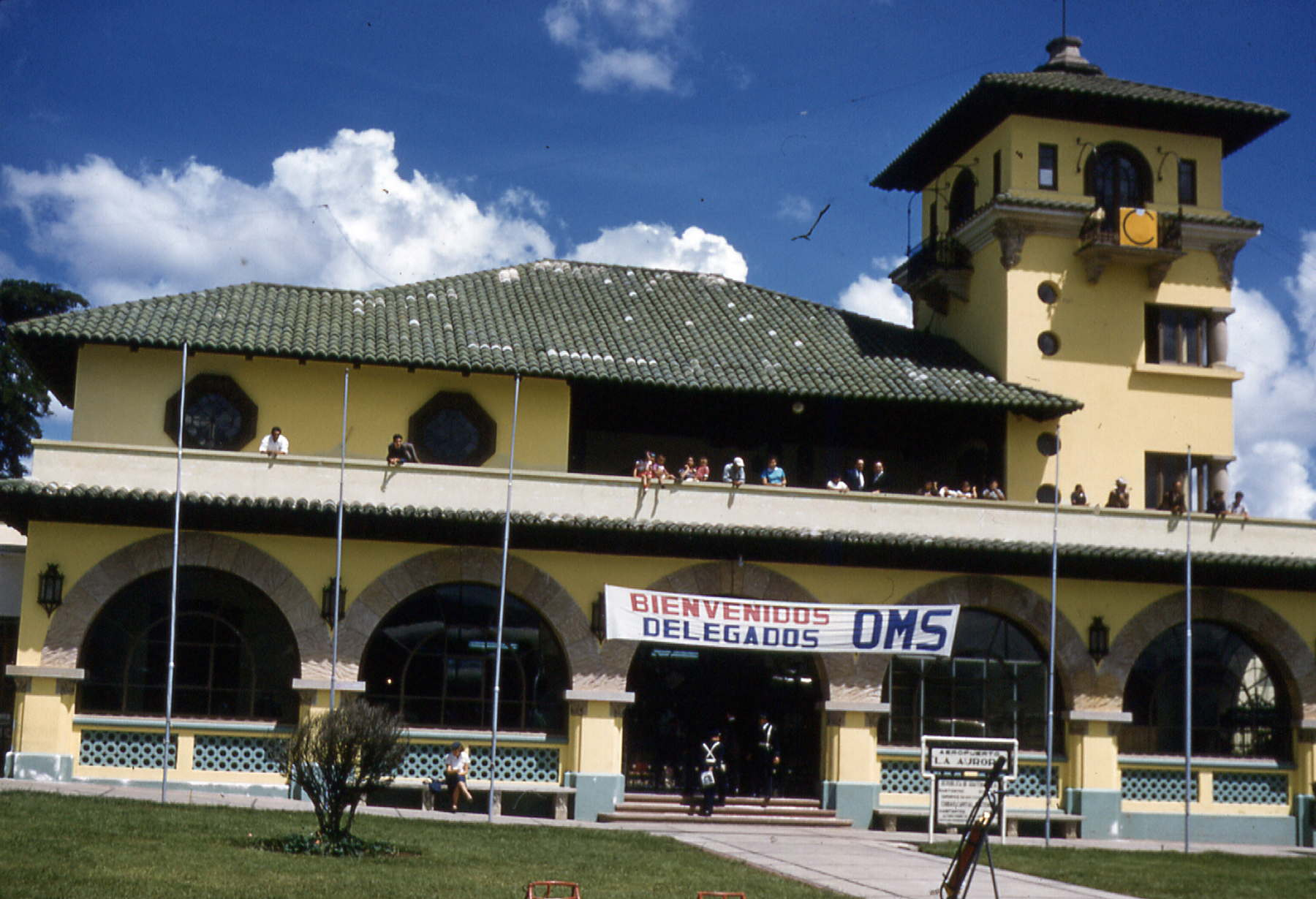
Terminal Aérea del Aeropuerto Internacional La Aurora en 1954. Por aquí salió la familia Árbenz Vilanova rumbo al exilio en México. Antes de salir, las autoridades liberacionistas humillaron al expresidente, obligándolo a desvestirse frente a las cámaras de los reporteros para verificar que no llevaba un lote de joyas que había adquirido Vilanova en Nueva York.

Tras renunciar Árbenz, su familia se refugió en la Embajada de México, en donde permaneció durante 73 días; luego, cuando se le permitió la salida, su esposo fue humillado públicamente en el aeropuerto, ya que las autoridades liberacionistas le hicieron desnudar ante las cámaras de los periodistas aduciendo que llevaba joyas que había comprado para su esposa en la joyería Tiffany's de Nueva York utilizando fondos de la presidencia.
Luego de una corta permanencia en México, el expresidente y su familia salieron para Canadá, en donde recogieron a su hija mayor, Arabella, y luego continuaron hacia Europa, a donde llegaron a Holanda y luego en automóvil para Suiza. Árbenz completó los formularios que le solicitó el gobierno suizo, pero las autoridades suizas le pidieron la renuncia a la nacionalidad guatemalteca, para evitar que el derrocado presidente condujera desde Suiza sus actividades políticas organizando la resistencia. Árbenz no aceptó esa exigencia, pues a su juicio ese gesto habría marcado el fin de su carrera política. Tampoco pudo beneficiarse del asilo político porque Suiza aún no ratificaba el convenio de 1951 del recién creado Alto Comisionado de la ONU para los refugiados, (ACNUR), convenio que además fue diseñado para proteger a las personas que escapaban de los regímenes comunistas de Europa del Este.

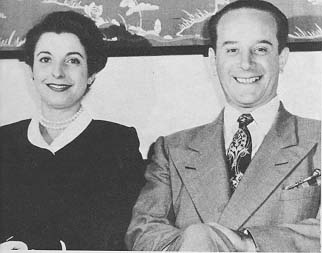
Árbenz y Vilanova en Casa Presidencial.

Árbenz, fue el primer personaje latinoamericano importante en recibir asilo político en Suiza, pero una fuerte campaña de desprestigio desplegada por la CIA desencadenó una gran cantidad de ataques y difamaciones que minaron no solo el prestigio, sino también la salud del presidente.
María Vilanova regresó a El Salvador para obtener el certificado de nacimiento de su hijo y vender algunas propiedades y así sobrevivir en el exilio: la prensa, siguiendo el plan trazado por la CIA publicó que Vilanova mostraba mayor interés en cuidar sus negocios en El Salvador que de su relación con Árbenz. El periodista guatemalteco Clemente Marroquín Rojas, director y propietario del periódico La Hora, quien apoyaba los ideales de la Revolución de Octubre, pero que detestaba el comunismo; él hizo publicaciones minimizando el papel que tuvo Árbenz en los eventos de la Revolución de Octubre y disminuyendo su papel histórico.
Los Árbenz Vilanova realizaron un largo peregrinaje en el exilio, yendo primero a París, en dónde los periodistas franceses pidieron entrevistas a la pareja Árbenz, pero el gobierno francés los obligó a no dar entrevistas. Salieron de París donde esperaron que el gobierno de la entonces Checoslovaquia les otorgara el asilo político. Al no conseguirlo, se fueron a la Unión Soviética en donde consiguieron educación para sus hijos; de Moscú se fueron a China, de donde regresó a la URSS, pero al sentirse rechazados, aunque según Vilanova —los rusos fueron amables con ellos—, ya que ella sufrió quebrantos de salud en Moscú, y estuvo internada por semanas, luego de su recuperación; los Árbenz-Vilanova solicitaron asilo en Uruguay, viviendo en Montevideo desde 1957 a 1960. Según María Vilanova durante su estancia en la Rusia Soviética, visitó los museos de Leningrado y Moscú, en Mongolia, fue al Desierto de Gobi y en su visita a China, conoció personalmente al líder Mao Tsé-Tung. El 18 de noviembre de 1957, el gobierno francés otorga el permiso a Jacobo Árbenz, para viajar nuevamente a Sudamérica, primero partió él solo; meses después se reunió con Árbenz, en compañía de su hijo Jacobo, mientras que Arabella y Leonora se quedaron en Moscú; de dónde partirían para encontrarse con la hermana de María Vilanova: Carmen Vilanova. Durante su estancia en Uruguay, coincidieron con el expresidente Arévalo, quien se estableció en ese país sudamericano entre 1958 y principios del siguiente año, cuando aceptó una cátedra universitaria en Venezuela. Los Árbenz Vilanova tuvieron una experiencia muy diferente: su amistad con los comunistas, especialmente con José Manuel Fortuny, y su paso por Checoslovaquia, la URSS y China despertaban importantes sospechas. La CIA programó y efectivamente puso en práctica una intensa serie de «operaciones en contra» a través de la prensa periódica, el cine y los ámbitos de la diplomacia.  En Uruguay, María se dedicó a la pintura y se reunió con pintores uruguayos. La CIA inició un desgaste a través de un riguroso control policial de la familia y de sus amistades, a pesar de que Árbenz era grato para las principales figuras políticas del oficialista Partido Colorado. Cuando entró al poder el Partido Nacional en las elecciones nacionales celebradas a fines del 58, la situación empeoró para los Árbenz Vilanova, que en 1960 por iniciativa de Manuel Galich, Fidel Castro los invitó a residir en Cuba para organizar la resistencia a una posible invasión estadounidense.

### Estancia en Cuba y suicidio de Arabella Árbenz Vilanova
Durante su estancia en Cuba, Vilanova conoció al Che Guevara, este criticó indirectamente a Jacobo Árbenz por la «tímida» respuesta de Guatemala ante el golpe de Estado de 1954. Árbenz fue invitado a asistir a una actividad cívica cubana junto a Guevara. Vilanova menciona que 
durante sus viajes, en varias ocasiones las autoridades migratorias de varios países retuvieron su equipaje para inspeccionar minuciosamente el contenido.
Árbenz no acomodó en los nuevos planes de la lucha de guerrillas y tuvo que soportar las humillaciones de Fidel Castro, que en cada discurso repetía que Cuba no era Guatemala, y que él no abandonaría a su pueblo sin luchar como hizo Árbenz. Meses después, a Árbenz se le ofreció como trabajo el corte de caña. A finales de 1960, la familia se mudó a Suiza y fue aceptada, pues el activo político ya había dejado de ser un peligro, estableciéndose en Lucerna, donde Árbenz vivió solo y alcoholizado durante cuatro años. 

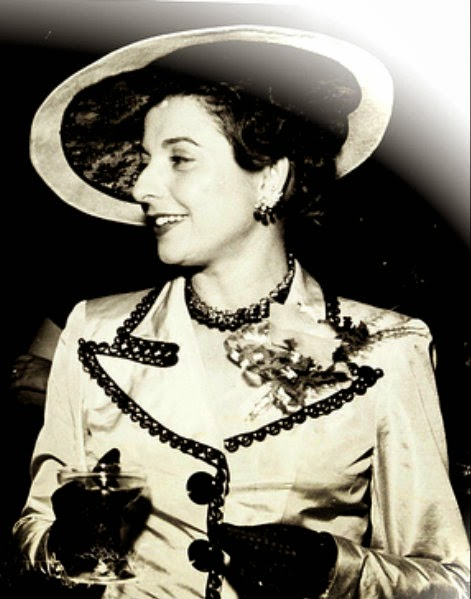
Vilanova en una visita oficial en el Palacio Nacional.

Estando en Bogotá, el 5 de octubre de 1965, Arabella Árbenz trató de convencer a Bravo Arciga para que no siguiera toreando, pues temía por su vida; en un lujoso club para caballeros de la capital colombiana, en donde Bravo Arciga se estaba embriagando luego de una mala faena en que fue corneado, Arabella sacó un revólver y se suicidó en un oscuro rincón del local, tras haber intentado comunicarse con el torero toda la noche.

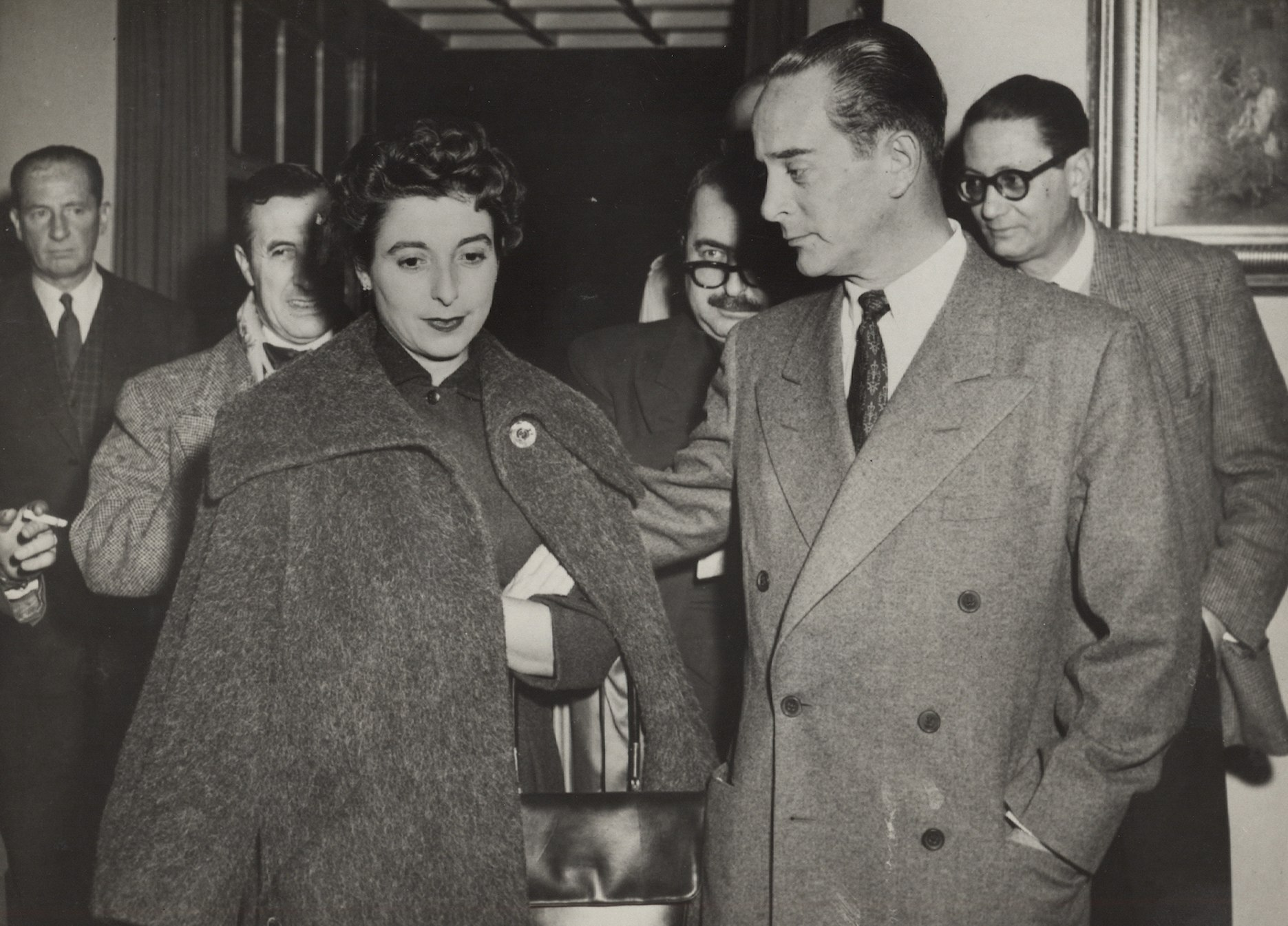
Jacobo Árbenz y María Vilanova en Brasil en 1955.

Bravo Arciga se comunicó con Jorge Palmieri vía telefónica a México, y le pidió que se encargara de los funerales. Palmieri consiguió que se permitiera enterrar a Arabella en el lugar que la ANDA tenía en el Panteón Jardín sobre la base de que había trabajado en una película experimental y que se autorizara que Árbenz, María Cristina Vilanova y sus hijos Leonora y Jacobo pudiesen ingresar a México para estar presentes en el entierro.
Luego del funeral de Arabella, Vilanova se quedó a vivir con su esposo en la Ciudad de México. En 1966, murieron los padres de Vilanova, en ese año; se trasladan a París, Berna, para retornar a México en 1968.

## Últimos años y muerte

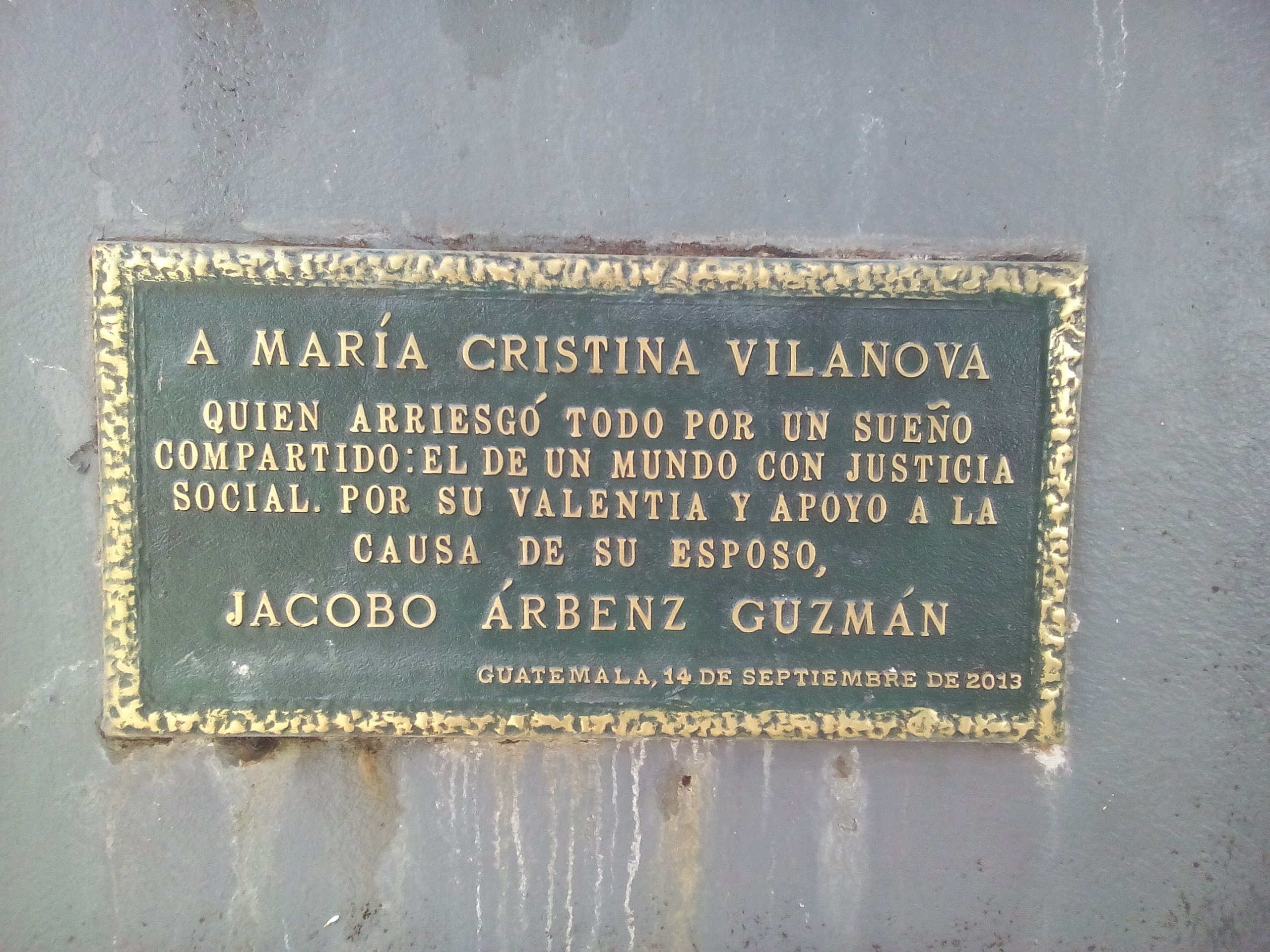
Placa con dedicación a Vilanova en el Cementerio General de Guatemala.

Tras sufrir el fuerte golpe del suicidio de su hija Arabella en 1965, Árbenz se trasladó definitivamente a México en donde murió en 1971. El día de la muerte de su esposo, María Cristina Vilanova estaba de viaje en El Salvador atendiendo unos negocios familiares; allí se enteró del fallecimiento del expresidente en la televisión. Vilanova, Jacobo Árbenz hijo y Octavia Guzmán de Árbenz, viajaron a México, dónde Árbenz fue velado y llevado al Cementerio de Los Ilustres en San Salvador, dónde fue enterrado en el panteón familiar Vilanova.
Los restos de Árbenz regresaron a la Ciudad de Guatemala el 19 de octubre de 1995, durante el gobierno del licenciado Ramiro de León Carpio y fueron recibidos por las autoridades del país y por María Cristina Vilanova, así como por una masiva afluencia de personas —entre ellas estudiantes universitarios que le gritaban a la escolta militar del expresidente: «¡Éste sí era soldado!»— Los dirigentes del MLN que todavía vivían, habían hecho propaganda anticomunista en los periódicos y otros medios de comunicación, pero no pudieron evitar el regreso de los restos de Árbenz. El expresidente Árbenz fue objeto de numerosos honores póstumos, a los que asistió Vilanova como viuda del expresidente, y finalmente fue sepultado en un monumento junto a la entrada del Cementerio General de la Ciudad de Guatemala. Entre los honores conferidos, la Universidad de San Carlos de Guatemala le otorgó un doctorado «honoris causa», siendo María Cristina Vilanova quién lo recibió en su nombre, y además fue ella quien firmó los documentos oficiales de la repatriación de los restos mortales de su esposo. Exigiéndole al gobierno de Ramiro de León, que al repatriar sus restos, se le diera un funeral de estado y los honores correspondientes. En 1999, demandó al gobierno de Guatemala por violación a los derechos humanos de su esposo.
Los últimos años de Vilanova se caracterizaron por su interés en proteger su imagen. El 5 de enero de 2009, Vilanova murió en el exilio en Heredia. Sus restos fueron cremados y llevados a Guatemala, y fue enterrada junto a Árbenz en el Cementerio General de Guatemala, como era su última voluntad.

## Vilanova en la literatura y el cine
- María Cristina Vilanova escribió numerosos poemas que nunca han sido publicados, que generalmente exponían el exilio y su vida al lado de Árbenz.[58]
- La película Cuando las montañas tiemblan presenta como fue la caída del gobierno del presidente Árbenz desde el punto de visto de la guerrilla guatemalteca. Hay una escena en la que el embajador estadounidense Puerifoy, en forma arrogante, reclama las propiedades de la United Fruit Company a la pareja presidencial y Vilanova le indica que cómo era posible permitir que las mejores tierras de cultivo de Guatemala estuvieran en manos extranjeras y que dichas tierras estuvieran ociosas.[60] Es interpretada por Linda Segura.
- Vilanova es la primera persona en ser entrevistada en la película alemana Los diablos no sueñan.
- Carlos Manuel Pellecer, en su libro autobiográfico Arbenz y yo[61] hace el recuerdo detallado de sus nexos y amistad con Jacobo Árbenz e implica que la demisión imprevista de este en las horas críticas de junio de 1954, se habría debido en gran parte a que le revelaron que su esposa —el único amor de su vida e inalterable apoyo psicológico— tenía un amante. Pellecer indica que así se lo habría contado el propio expresidente cuando ambos estuvieron en el exilio en Praga, Checoslovaquia —desde donde, según se supo posteriormente, Pellecer enviaba detallados informes del estado de Árbenz a la CIA—.[62][f]
- En su libro de memorias, ella afirma que jamás fue comunista, y nunca perteneció al Partido Guatemalteco del Trabajo (PGT).
- Es un personaje secundario en la novela Tiempos recios de Mario Vargas Llosa de 2019. La novela se ambienta durante el derrocamiento de Árbenz hasta el asesinato de Castillo Armas.[63]
- Los actos conmemorativos por la Revolución fueron retomados por el gobierno de Bernardo Arévalo, hijo de Juan José Arévalo. Durante los actos por el 80 aniversario de la Revolución, Vilanova fue parte de los personajes centrales de los actos oficiales, siendo la primera vez en la cual el gobierno guatemalteco reconoció y la incluyó como parte de los artífices de la Revolución de 1944.

## Disculpa oficial del gobierno guatemalteco con la familia Árbenz

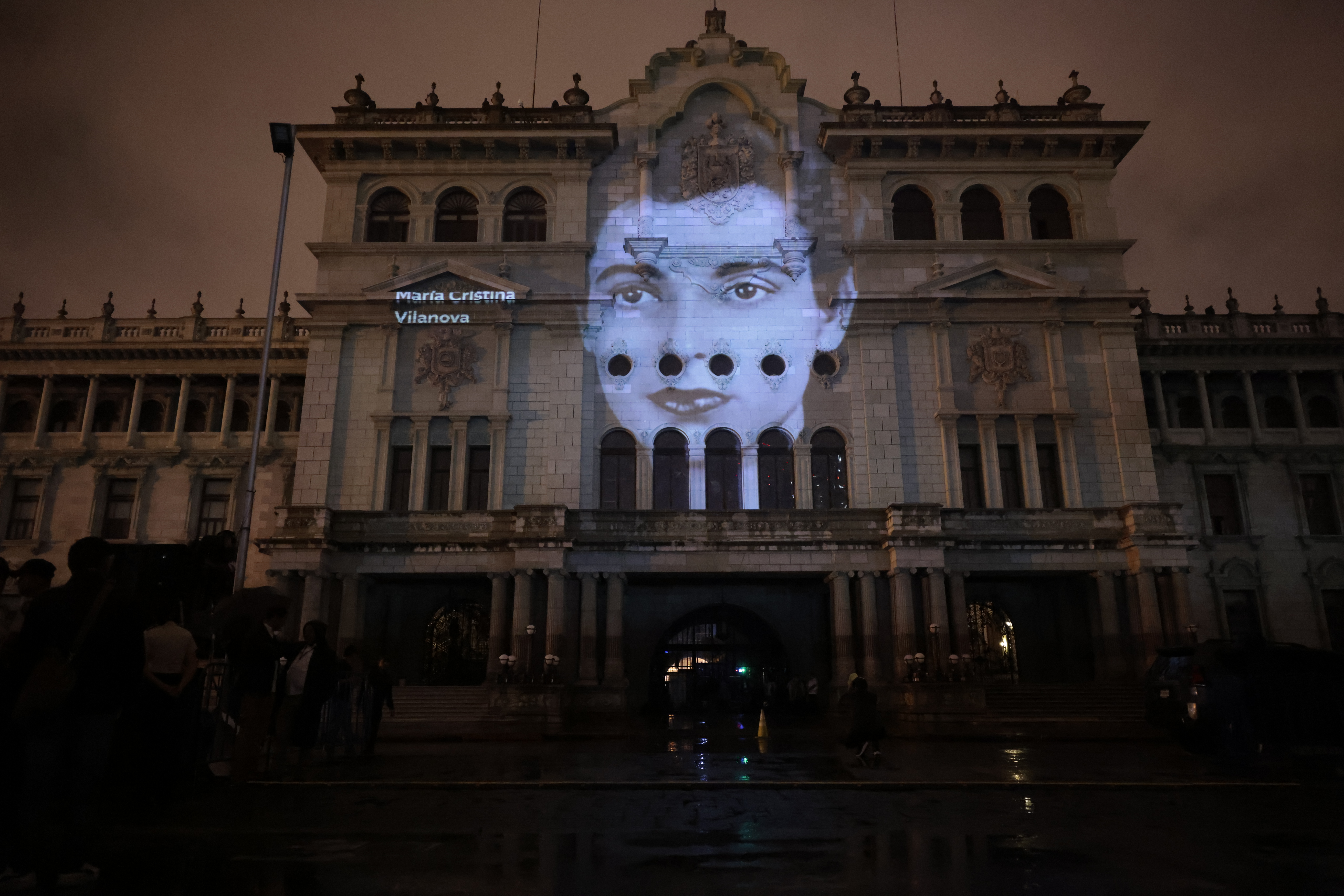
Imagen de Vilanova proyectada sobre el Palacio Nacional durante los actos oficiales conmemorativos de la Revolución, 2024

En mayo de 2011, el gobierno de Guatemala firmó un acuerdo con la familia sobreviviente de los esposos Árbenz Vilanova para restaurar su legado y públicamente pidió disculpas por el papel del gobierno en los sucesos de 1954; además, se incluyó un acuerdo económico a la familia. La disculpa formal se realizó en el Palacio Nacional por el presidente de Guatemala, Álvaro Colom, el 20 de octubre de 2011 a Jacobo Árbenz Vilanova, el hijo mayor de la pareja.
El acuerdo establecía varias formas de reparación para los familiares de Arbenz Guzmán. Entre otras medidas, el Estado:
- celebró una ceremonia pública reconociendo su responsabilidad
- envió una carta de disculpa a los familiares
- nombró una sala del Museo Nacional de Historia y la carretera al Atlántico «Jacobo Árbenz»
- revisó el plan de estudios básico escolar nacional (Currículo Nacional Base)
- estableció un programa de licenciatura en Derechos Humanos, la pluriculturalidad y la Reconciliación de los Pueblos Indígenas
- llevó a cabo una exposición fotográfica sobre Árbenz Guzmán y su legado en el Museo Nacional de Historia
- recuperó la riqueza de fotografías de la familia Árbenz Guzmán
- publicó un libro de fotos
- reimprimió el libro Mi Esposo, el Presidente Árbenz de Vilanova
- preparó y publicó una biografía del expresidente, y
- emitió una serie de sellos de correos en su honor.[64]

El Estado guatemalteco reconoció su responsabilidad internacional «por no cumplir con su obligación de garantizar, respetar y proteger los derechos humanos de las víctimas a un juicio justo, a la propiedad, derecho a igual protección ante la ley, y a la protección judicial, protegidos en la Convención Americana sobre Derechos Humanos y que se violaron en contra del expresidente Juan Jacobo Árbenz Guzmán, su esposa y exprimera dama, María Cristina Vilanova, y sus hijos, Juan Jacobo, María Leonora y Arabella, todos de apellido Árbenz Vilanova».